# Dhubri
Dhubri là một thành phố và là nơi đặt ban đô thị (municipal board) của quận Dhubri thuộc bang Assam, Ấn Độ.

## Nhân khẩu
Theo điều tra dân số năm 2001 của Ấn Độ, Dhubri có dân số 63.965 người. Phái nam chiếm 51% tổng số dân và phái nữ chiếm 49%. Dhubri có tỷ lệ 74% biết đọc biết viết, cao hơn tỷ lệ trung bình toàn quốc là 59,5%: tỷ lệ cho phái nam là 79%, và tỷ lệ cho phái nữ là 68%. Tại Dhubri, 11% dân số nhỏ hơn 6 tuổi.